# (39446) 3348 T-3
3348 T-3 (asteroide 39446) é um asteroide da cintura principal. Possui uma excentricidade de 0.12097800 e uma inclinação de 0.88025º.
Este asteroide foi descoberto no dia 16 de outubro de 1977 por Cornelis Johannes van Houten e Ingrid van Houten-Groeneveld e Tom Gehrels em Palomar.